# Condado de Alexander (Illinois)
O Condado de Alexander é um dos 102 condados do estado americano de Illinois. A sede do condado é Cairo, e sua maior cidade é Cairo. O condado possui uma área de 654 km² (dos quais 42 km² estão cobertos por água), uma população de 9 560 habitantes, e uma densidade populacional de 14,7 hab/km² (segundo o censo nacional de 2000). O condado foi fundado em 4 de março de 1819.